# Der Syndikalist
Der Syndikalist foi um jornal publicado pela FAUD como sucessor do jornal ilegalizado ‘’Die Einigkeit’’, editado pela FDVG, que pela sua vez era antecessora da FAUD. A primeira edição apareceu em 14 de dezembro de 1918. 

## Autores
A redação do jornal estava em Berlim e a distribuição realizava-se por toda a Alemanha e outros países. Era redatado pelos anarcossindicalistas alemães como Fritz Oerter, Theodor Plivier, Helmut Rüdiger, Karl Dingler, Helene Stöcker, Heinrich Vogeler, Rudolf Rocker, Augustin Souchy, Fritz Kater, Erich Mühsam, Hertha Barwich, Franz Barwich, Karl Roche ou Milly Witkop-Rocker. 
Ademais, incorporava colaborações de anarquistas destacados a nível internacional, como Alexander Berkman (Rússia), Bruno Traven (México), Emma Goldman (EUA/Rússia), Aleksandr Shapiro (Rússia), Taiji Yamaga (Japão), Max Baginski (EUA) e Max Nettlau (Áustria). 

## Edições
À partida, Der Syndikalist era um jornal editado apenas para membros da FAUD. Na década de 1920, editavam-se por volta de 120.000 cópias, mas já em 1932, a edição passava de 100.000 para 50.000 exemplares por causa da queda da filiação da FAUD. Porém, incorporava também suplementos para as mulheres (Der Frauenbund), a juventude (Die junge Menschheit) e os camponeses (Frei das Land). 
Nesse ano de 1932, o jornal foi proibido e mudou o seu nome pelo de Arbeiterecho, que também foi ilegalizado em 1933, coincidindo com a chegada ao poder do nazismo. Depois da Segunda Guerra Mundial, a publicação de jornais anarcossindicalistas foi retomada e até 1953 publicaram-se dois novos jornais Die Internationale e Die freie Gesellschaft, ambos vinculados com a Federação dos Socialistas Libertários (FFS). Também desde 1977, a organização anarcossindicalista FAU, herdeira da FAUD, publicou o jornal Direkte Aktion. 